# 保立
保立（ほりつ）は、中国の大理国の段正明の時代に使用された元号。1082年 - 年代不詳。
胡氏の『野史』では保定としているが、李家瑞は諡号と元号を混同した結果であるとしている。